# 디바이
디바이(영어: debye, 기호: D)는 피터 디바이를 기념하여 이름지어진 전기 쌍극자모멘트의 CGS 단위 (비 SI 미터법)이다. 그것은 1×10−18 statcoulomb-centimeter으로 정의된다.
| 1 D | = 10-18 statC·cm                  |
|     | = 10-10 esu·Å[note 2]             |
|     | = 1⁄299,792,458×10−21 C·m[note 3] |
|     | ≈ 3.33564×10−30 C·m               |
|     | ≈ 1.10048498×1023 qPlP            |
|     | ≈ 0.393430307 ea0[2]              |

## 참고
1. ↑  전기 쌍극자모멘트는 전하 곱하기 변위로 정의된다.:
p = qr
2. 1 2  statcoulomb는 franklin이나 전하의 정전기 단위로 알려져 있기도 하다.
| 1 statC | =1 Fr  |
|         | =1 esu |
3. ↑   1 디바이는 1×10−21 C·m2/s 나누기 진공에서의 빛의 속도와 같다. 역으로, 1 C·m = 2.99792458×1029 D.

## 참조
1. ↑  CGS units 보관됨 2011-08-09 - 웨이백 머신 R. Rowlett (University of North Carolina at Chapel Hill)
2. ↑  Atomic unit of electric dipole moment NIST